# Resolució 2115 del Consell de Seguretat de les Nacions Unides
La Resolució 2115 del Consell de Seguretat de les Nacions Unides fou adoptada per unanimitat el 29 d'agost de 2013. Després de recordar les resolucions anteriors sobre Israel i el Líban, incloses les resolucions 425 (1978), 426 (1978), 1559 (2004), 1680 (2006), 1701 (2006), 1773 (2007), 1832 (2008) i 1884 (2009), el Consell va ampliar el mandat de la Força Provisional de les Nacions Unides al Líban (UNIFIL) durant altres dotze mesos fins al 31 d'agost de 2014.

## Detalls
El Consell de Seguretat va instar a totes les parts a aplicar plenament la resolució 1701 i reafirmar seu el compromís a aquest respecte, degut a les seves nombroses violacions. També va demanar a totes les parts que respectessin la Línia Blava.
L'exèrcit libanès va ser elogiat pels seus esforços en reforçar-se i es van condemnar els intents de desestabilitzar el Líban, alhora que instava al govern d'Israel a retirar immediatament les seves forces del nord de Ghajar.